# 春江ふかみ
春江 ふかみ（はるえ ふかみ、1926年1月30日  - ）は、日本の女優。本名:若松 愛子、旧姓:富沢。兵庫県出身。宝塚歌劇団22期生。宝塚入団時の成績は39人中38位。愛称はオバアチャン。宝塚退団後はテレビ・ラジオに活動の場を移す。東京アーチストプロダクション、田中事務所、新星プロダクション、エム・スリー所属後引退。

## 出演作品

### 映画
- 夫婦善哉（1955年、東宝） - 女給・鳩子 役
- 猫と庄造と二人のをんな（1956年、東京映画） - はま子 役
- 御用聞き物語（1957年、東宝） - B家の奥さん 役
- 雪国（1957年、東宝） - 女中・おりん 役
- 王将（1973年、東宝） - 長屋の女お兼 役
- 博多っ子純情（1978年、松竹） - 老夫婦 役

### テレビドラマ
- まりっぺ先生（1958年 - 1959年、NTV）
- 海底人8823（1960年、CX） - 日高夫人 役
- 特別機動捜査隊 （NET）
  - 第102話「続 台風圏」（1963年）
  - 第210話「ペン・フレンド」（1965年）
  - 第251話「終電車の女」（1966年）
- ウルトラQ 第18話「虹の卵」（1966年、TBS） - お婆ちゃん 役
- ウルトラセブン 第34話「蒸発都市」（1968年、TBS） - ユタ花村の付き人 役
- 五人の野武士 第21話「人には人の夢がある」（1969年、NTV）
- 江戸川乱歩シリーズ 明智小五郎 第5話「花嫁泥棒」（1970年、12ch）
- 男は度胸（1970年、NHK）
- 日本怪談劇場 第11話「怪談 耳なし芳一」（1970年、12ch）- 老女
- 怪談 第10話「雪おんな」（1972年、MBS） - 油屋
- 少年ドラマシリーズ / タイム・トラベラー（1972年、NHK）
- 火曜日の女シリーズ 木の葉の家（1972年、NTV）
- 恐怖劇場アンバランス 第8話「猫は知っていた」（1973年、CX） - 箱崎敏枝 役
- 花王 愛の劇場 （TBS）
  - 婚期（1973年）
  - 古都（1980年）
  - 再会の海（1980年）
  - ああ相続（1991年）
- 大河ドラマ（NHK）
  - 勝海舟（1974年） - お徳 役
  - 風と雲と虹と（1976年） - 貴子の乳母 役
  - 花神（1977年）
  - 峠の群像（1982年） - 山科の老婆 役
  - 春の波涛（1985年） - 産婆 役
- 太陽にほえろ! （NTV）
  - 第98話「手錠」（1974年）
  - 第132話「走れ! ナポレオン」（1975年）
- 破れ傘刀舟 悪人狩り 第8話「三途の川の子守唄」（1974年、NET）
- 俺たちの勲章 第13話「誘拐」（1975年、NTV）
- うわさの委員会（1975年11月30日、NHK）
- 特捜最前線 第14話「過去を撃つ女」（1977年、ANB）
- 男たちの旅路 第3部 第3話「別離」（1977年、NHK）
- 東芝日曜劇場（TBS）
  - 第1096話「証明」（1977年）
  - 第1121話「松本清張おんなシリーズ・心の影」（1978年）
- 続・あかんたれ（1978年、THK）
- 土曜ドラマ / 松本清張シリーズ・一年半待て（1978年、NHK） - お手伝い 役
- 大空港 第19話「夕陽の銃撃戦! 幼い恋人が叫ぶ・その人を撃たないで!」（1978年、CX） - なおこの祖母
- 大江戸捜査網 第396話「火つけ軍団凶悪の罠」（1979年、12ch） - 番所近くに住む老女 役
- 白い巨塔（1978年 - 1979年、CX） - 東家の女中 役
- 思えば遠くへ来たもんだ（1981年、TBS） - よし子の母 役
- 本日も晴天なり（1981年、NHK）- 第70回 産婆役
- 立花登・青春手控え 第13話「贈り物」（1982年、NHK）
- 勇者は語らず いま、日米自動車戦争は（1983年、NHK） - お手伝い 役
- おしん（1983年、NHK）
- 新・ハングマン 第16話「疑惑の教授還につけ入るニセ処刑人」（1983年、ABC）
- 夢追い旅行（1984年、THK）
- 真田太平記（1985年 - 1986年、NHK） - しめ 役
- ノンちゃんの夢（1988年、NHK）
- いとしの婿どの（1989年、THK） - 岡村道代 役
- 西村京太郎サスペンス / 午後九時の目撃者（1990年、KTV）
- 土曜ワイド劇場 / 美しい人妻の危険な旅（1990年、ANB）

### その他
- 世界まるごとHOWマッチ（TBS）‐　声の出演
- スター誕生!（NTV）‐　西川きよし司会時代初期のアシスタント